# Cliff Bastin
Clifford Sydney Bastin (ur. 14 marca 1912 w Heavitree  – zm. 4 grudnia 1991 w Exeter) – angielski piłkarz.
Karierę zaczynał w Exeter City. W pierwszym zespole zadebiutował w 1928 roku mając 16 lat. W drużynie rozegrał 17 meczów i strzelił 6 bramek. W 1929 roku za 2 tysiące funtów trafił do Arsenalu.
Z początku nie chciał słyszeć o żadnym transferze. „Wtedy ważniejsza była dla mnie gra w tenisa” - wspominał Bastin. Wkrótce jednak uległ namowom Herberta Chapmana. W 395 meczach zdobył dla Arsenalu 178 goli. Jest trzecim, po Ianie Wrighcie i Thierrym Henrym, strzelcem w historii klubu.
W reprezentacji Anglii zagrał 21 spotkań i strzelił 12 bramek. Brał udział w słynnej „Bitwie o Highbury” w meczu z Włochami, w której Anglicy zwyciężyli 3:2, oraz w wygranym 6:3 meczu z Niemcami w Berlinie, przed którym to Anglicy zmuszeni byli do wykonania nazistowskiego pozdrowienia. 
Karierę zakończył tuż po wojnie. Wrócił do rodzinnego Exeter, gdzie otworzył pub. W 1950 roku opublikował autobiografię. Główna trybuna na stadionie Exeter City - St James Park, jest nazwana jego imieniem.

## Sukcesy
Arsenal
- Mistrzostwo Anglii - 1930/1931, 1932/1933, 1933/1934, 1934/1935, 1937/1938
- Puchar Anglii - 1930/1931, 1935/1936

## Literatura
Michał Szadkowski - „Słynne kluby piłkarskie” - Biblioteka Gazety Wyborczej